# 臭氧层

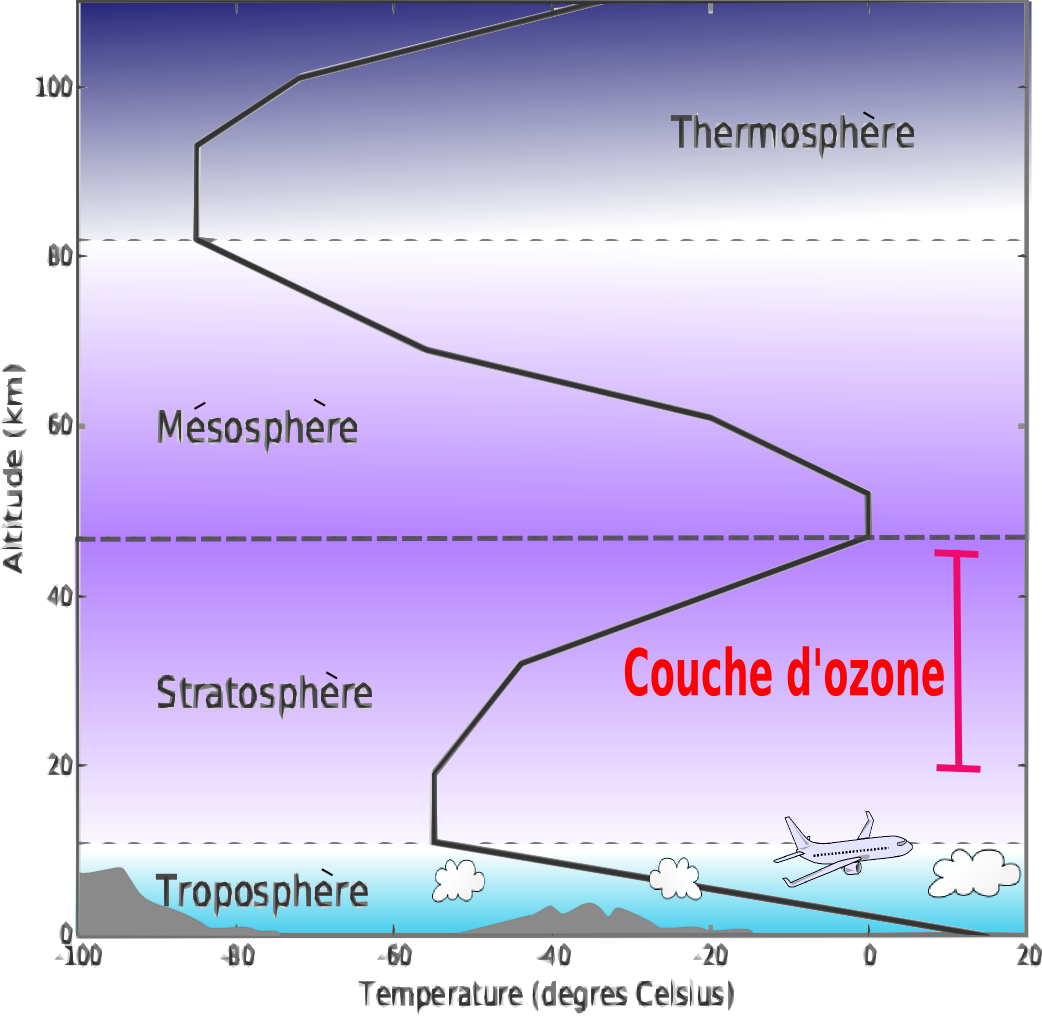
地球大气层的分层

臭氧層是指地球大氣層的平流層中臭氧濃度相對較高的区域部分。臭氧層在赤道附近的热带上空密度最高，在南北两极上空的密度最低，如果被壓縮到對流層的密度則只有數毫米厚，甚至形成空洞。
臭氧层可以吸收屏蔽日光中的短波紫外线，减少到达地表的对生物细胞和遗传物质有害的游离辐射，同时还可以防止地表水遭受紫外线光解后因氢气游离大气层而造成永久性流失，对地球生物圈有着极其重要的保护作用。

## 形成
大氣層的臭氧的形成主要是因氧氣分子吸收紫外線獲得高能，進而分解成兩個氧原子，每個氧原子再和沒有經過光分解作用的O2合併。臭氧分子不穩定，紫外線照射之後又分為氧氣分子O2和氧原子，形成一個繼續的過程臭氧氧氣迴圈，如此產生臭氧層。

## 臭氧層破壞

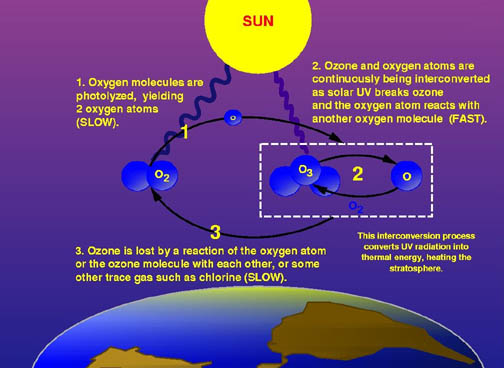
臭氧層中，臭氧與氧氣的循環。

地球各地臭氧層密度大不相同，在赤道附近最厚，兩極變薄。北半球的臭氧層厚度每年減少4%。現在大約4.6%的地球表面沒有臭氧層，這些地方成為臭氧層空洞，大多在兩極之上。 

### 氟里昂破壞觀點
有些學者認為，臭氧層在氯原子、氟原子和溴原子附近會被毀壞。這些元素含在很穩定的氟氯烴（CF2Cl2，如氟里昂，和一種很常用的汽油添加劑）中。這些氣體分子升到同溫層，在紫外線照射之後，分解成各種單元素氣體，破壞臭氧。這些氣體比空氣重，最終會降落到地球表面，和有機物質反應之後被吸收。但是在同溫層已經破壞了很多臭氧。氯氣破壞性最大，可以破壞它十萬倍的臭氧。
1973年，墨西哥化學家馬里奧·莫利納首次提出氟里昂對臭氧層有影響。氟里昂是一種氟氯烴，在冰箱和空調器中已經做了20多年的製冷劑。但是當時沒有學者測試臭氧層厚度，也沒有多少臭氧層研究，各國政府沒有在意。
臭氧層空洞是在做南極研究時逐步發現。這些研究在地面和空中一起測量，由各國合作測量。最著名的是1987年代表19個組織和四個國家，在智利的蓬塔阿雷納斯，進行的一項大規模研究，即機載南極臭氧實驗。這項實驗表明1987年臭氧洞大小達到歷史最大，引起科學界和政界的注意。
同時持氟里昂破臭氧層觀點的學者認為，南極上空之所以會出現臭氧層空洞是因為當地的極度寒冷所至。他們認為雲層中粒子無論屬何性質，由什麼構成，當其表面溫度低於-73攝氏度時，任何形式存在的氯轉都會發生轉變為活性氯的化學反應。當南極洲處於暖季（11月~3月）時，南極上空臭氧層中的氯化合物只受到太陽紫外線輻射的影響，分解緩慢。但當進入酷寒的冬季（4~10月），其氣溫可達-88.3攝氏度，雲層中冰冷的粒子此時便成了釋放活性氯的化學反應的催化劑，這就更大破壞了南極上空臭氧，因此出現臭氧層空洞。

### 太陽風及地球磁場觀點
現在有科學家認為臭氧層的變化並非全是人類活動的結果。太陽射線的影響也許是現在臭氧層分佈狀況的根源。而具體到不同地區會有不同的影響。

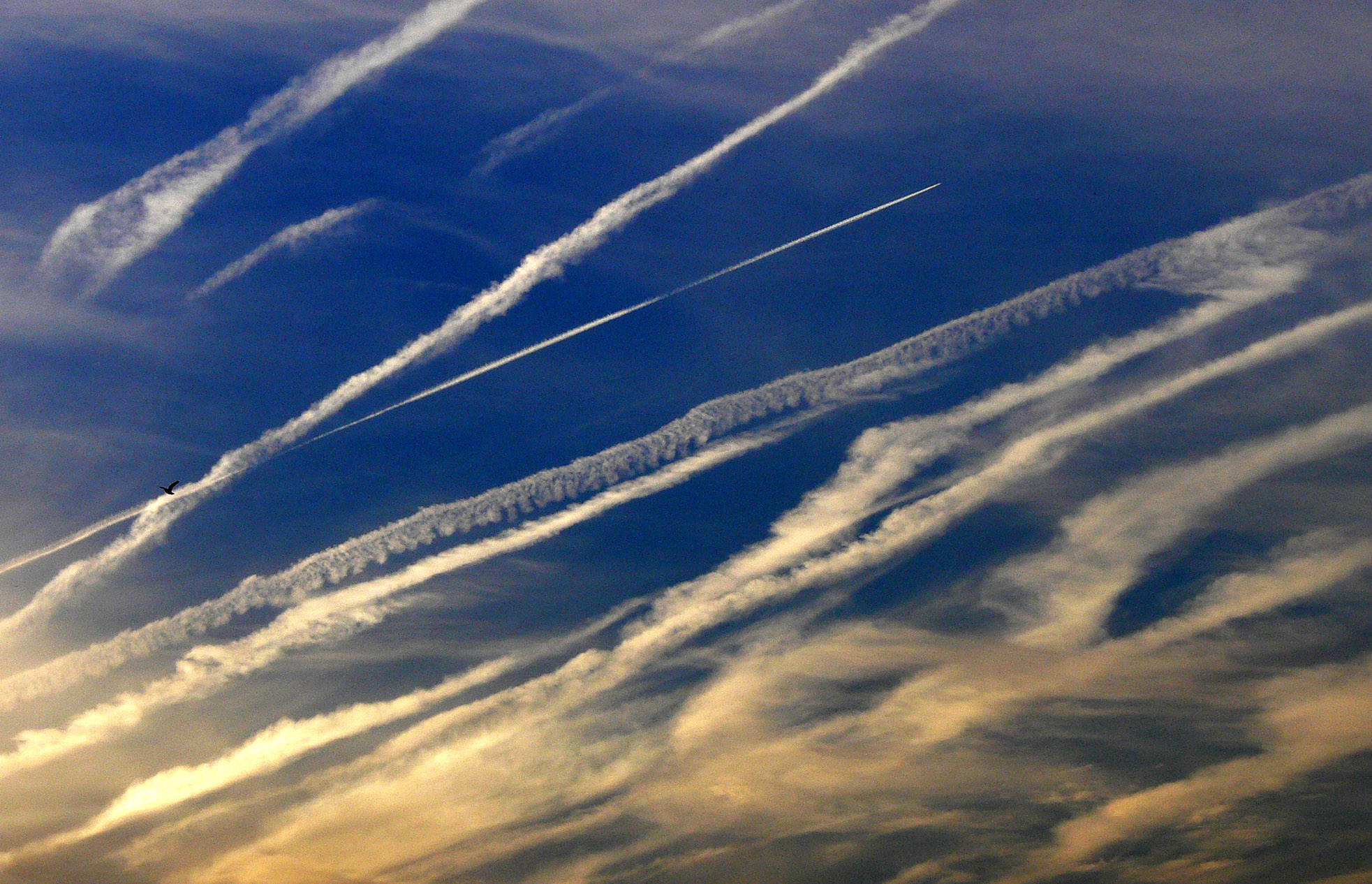
不同尾迹，其中有一些已经发展成云的高度。（Lille, 2013年6月12日。日落前，西北方向/ NW）

#### 積極方面
在赤道地區，太陽輻射將平流層之上的氧原子激活，產生臭氧。根據這個理論，太陽輻射強的時候，臭氧會增加，統計資料證實這一點。由於在赤道上磁力線方向于大氣層方向平行，所以這裡的輻射實際上較兩極地區要小。

#### 消極方面
在地球的兩極地區由於地球磁場彎曲，太陽風的高能粒子（以裸露的氫原子核為主）會沿磁力線集中到兩極，衝擊臭氧，並使其結合為水。這個理論很好的解釋了為什麼兩極地區出現嚴重的臭氧層空洞。而且也可以解釋，在北半球冬季空洞的面積更大，因為北半球冬季地球距離太陽更近，受到的太陽風更強。而地球磁場減弱的觀點也可以解釋現在的臭氧層受到的破壞更嚴重。

### 衝突
以上爭議的觀點僅在提出臭氧層空洞的一個成因，並不能推翻氯作為臭氧層的分解催化劑的結論。可以說兩類觀點的衝突僅存在於哪個理論的因素更大，更主要。

## 臭氧層保護

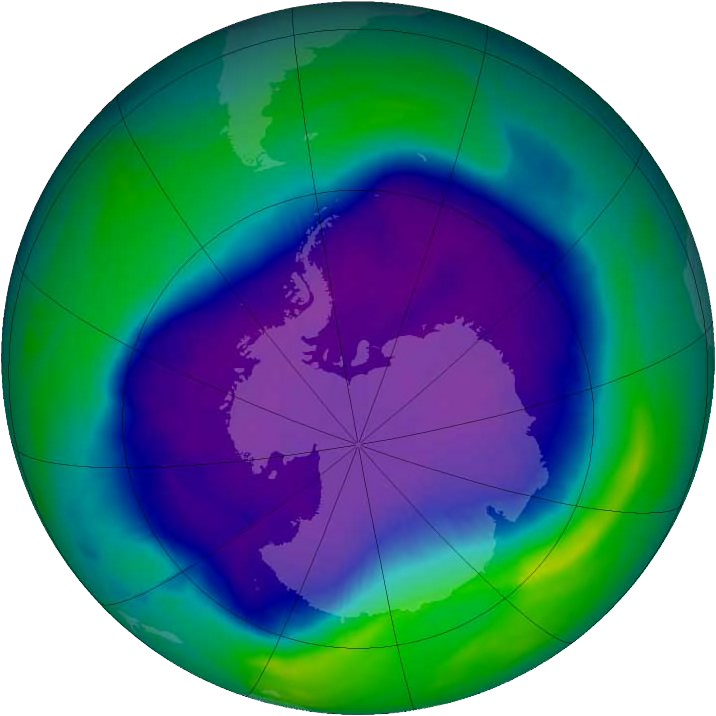
臭氧層破洞，2006年9月

1978年1月23日，瑞典取締可能破壞臭氧層的濕劑噴灌。 
1987年，美國和聯合國許多成員簽署了1996年停止生產CFC的國際公約，《關於消耗臭氧層物質的蒙特利爾議定書》。
1999年12月3日《蒙特利爾議定書》北京修正案通過。中國訂法，要在2010年停止使用各種受控物質。
2003年8月3日，科學家宣佈臭氧層破壞速度可能減慢，停止生產CFC生效，三顆衛星和三個地面測試站都認為臭氧層破壞速度在近十年減慢很多。
2009年11月30日科學家新發現臭氧層破洞保護了南極，因為破洞引發空氣流動的循環變化，使得南極地區的風力較以往增強百分之十五，該強風有效地把地球暖化來的影響隔離；因此除了南極西部之外，南極大陸大部分地區可免於地球暖化的傷害，並由觀察由1980年代起，有些地方的冰已增加了百分之十。不過南極大陸西部並沒有受到保護，仍受到地球暖化的嚴重衝擊，造成冰山融化崩落。

## 相關連結
- 臭氧
- 臭氧層空洞

## 外部連結
- 维基共享资源上的相關多媒體資源：臭氧层